# Aeroportul Mamfe
Aeroportul Mamfe (IATA: MMF, ICAO: FKKF) este un aeroport din Provincia de Sud-Vest, Camerun, Camerun ce deservește zona Mamfe. A fost numit după zona deservită.
Situat la o altitudine de 126 m, aeroportul dispune de o singură pistă.